# Statuia „Tinerețe” din Constanța
Statuia „Tinerețe” este un monument istoric situat în municipiul Constanța. Figurează pe noua listă a monumentelor istorice sub codul LMI: CT-III-m-B-02949.

## Istoric și trăsături
Statuia „Tinerețe” este amplasată pe Bulevardul Tomis, în parcul Teatrului dramatic „Ovidiu". Autor este sculptorul Boris Caragea în anul 1962.

## Imagini